# Pablo Vargas Gómez
Pablo Vargas Gómez (Madrid, 30 de marzo de 1965) es un biólogo y botánico español especialista en sistemática molecular y biología evolutiva de plantas vasculares, sobre todo en islas volcánicas y regiones mediterráneas del mundo. Profesor de Investigación del CSIC, ha desarrollado su labor científica en el Real Jardín Botánico de Madrid (RJB-CSIC).

## Formación
Licenciado en Ciencias Biológicas, especialidad Botánica (1989), y Doctor en Biología por la Universidad Complutense de Madrid (1994) con una tesis  sobre taxonomía y biosistemática del género Saxifraga en la península ibérica que desarrolló con una  beca predoctoral en el RJB-CSIC (1990-1994). Como investigador postdoctoral realizó sus estudios en genética y evolución de plantas en la Universidad de California en Berkeley (1996), en la Universidad de Reading en Reino Unido (1997) y, contratado por la Fundación Alexander von Humboldt, en la Universidad Johannes Gutenberg de Maguncia en Alemania (1998-1999).

## Trayectoria profesional
Científico Titular interino (1999), Científico Titular (2000), Investigador Científico (2008) y Profesor de Investigación del CSIC (2017) en el Real Jardín Botánico de Madrid (RJB-CSIC), centro investigador al que ya estuvo ligado en su época estudiantil como  alumno interno y operador informático, y donde ha sido jefe del Departamento de Biodiversidad y Conservación (2002-2010), responsable del invernadero de investigación (2010-2014) y responsable del ciclo permanente de seminarios (2000-2018).
Ha publicado más de 200 artículos científicos en revistas incluidas en el SCI (Science Citation Index).
Ha sido editor adjunto de la revista Anales del Jardín Botánico de Madrid y ha formado parte del comité editor de la revista alemana Organisms, Diversity and Evolution, la austriaca Plant Systematics and Evolution, la estadounidense PlosOne, la británica Journal of Biogeography  y la china Journal of Systematics and Evolution.
Miembro de las actas fundacionales y vocal de las primeras juntas directivas de la Sociedad Española de Biología Evolutiva (SESBE) y de la Sociedad Española de Botánica (SEBOT), también ha sido vocal de Diversitas España (International Programme of Biodiversity).
Además de dirigir tesis de doctorado y trabajos fin de máster, y supervisar contratos postdoctorales, ha ejercido la docencia impartiendo asignaturas en másteres universitarios y de doctorado, y cursos de postgrado del CSIC y de las Universidades Pablo de Olavide, Complutense de Madrid, Rey Juan Carlos y Menéndez Pelayo. Su labor docente ha hecho especial hincapié en la promoción de la Filogenia como disciplina botánica en España.   
También ha formado parte en diversas ocasiones de la Comisión de Expertos del Plan Nacional I+D+I para la evaluación de proyectos de investigación y de becas predoctorales.
El 21 de febrero de 2018, compareció ante la Comisión de Agricultura, Alimentación y Medio Ambiente del Congreso de los Diputados para, como especialista en especies invasoras, exponer a los parlamentarios su punto de vista científico en relación con la proposición de ley de modificación de la Ley del Patrimonio Natural y de la Biodiversidad.

## Líneas de investigación
El objeto primordial de las investigaciones de Pablo Vargas es la clasificación (Sistemática) de  numerosos grupos de plantas, el estudio de su evolución mediante filogenias y la interpretación de los procesos involucrados en la especiación. Para ello utiliza metodologías y técnicas diversas disciplinas como florística, macro y micro morfología,  biosistemática, citogenética,  quimiotaxonomía, biología reproductiva, variabilidad genética, filogenia, filogeografía, genética de poblaciones y sus redes de interacciones. Para integrar todas estas disciplinas, emplea métodos que le han permitido inferir relaciones taxonómicas y reconstruir la evolución de 50 grupos de angiospermas.
Los principales objetos de su investigación son:

#### Procesos micro y macroevolutivos.
La reconstrucción de los procesos micro y macroevolutivos la ha centrado  primordialmente en plantas mediterráneas e insulares. Sus investigaciones explican complejos patrones y procesos evolutivos en la  cuenca mediterránea que la convierten en una de las regiones florísticas del mundo con más alta diversidad de especies de plantas y tipos de vegetación. Un ejemplo representativo es el proyecto europeo de investigación que realizó junto al botánico portugués Luis M Valente y el suizo Vincent Savolainen sobre la evolución de especies del género Dianthus (claveles y clavelinas): utilizando herramientas filogenéticas, la investigación reveló que la tasa de diversificación de los claveles europeos era la más elevada jamás encontrada en otras plantas o en vertebrados terrestres.
En colaboración con científicos del RJB-CSIC, de universidades y de otros centros de investigación, también ha estudiado mecanismos evolutivos como la heterostilia, la variabilidad cromosomática o la morfología floral y los polinizadores.

#### Mecanismos de dispersión y colonización en islas oceánicas.
Sus investigaciones en territorios insulares se han centrado sobre todo en filogenia, filogeografía y  mecanismos de  dispersión de frutos y semillas en islas oceánicas tanto macaronésicas (Islas Canarias) como islas volcánicas del Pacífico (Hawái e Islas Galápagos). En Galápagos ha sido investigador principal de varios proyectos de conservación y para estudiar las características dispersivas de las especies y reconstruir cómo se produjo la colonización entre islas. Los estudios realizados en  el archipiélago ecuatoriano  alertan sobre la amenaza de las especies invasoras a la flora nativa y el papel de la acción humana en estas invasiones.

#### Filogenias y genomas.
Pablo Vargas utiliza herramientas moleculares para investigar las bases genéticas de la biodiversidad construyendo filogenias que permiten reconstruir los procesos evolutivos desde hace millones de años. Las técnicas moleculares y la metodología de elaboración de filogenias se utilizaron para realizar la primera secuenciación completa del genoma de un olivo (Olea europeae).  El origen de este proyecto fue una propuesta que, en 2012, Pablo Vargas realizó en persona a Emilio Botín, —el entonces presidente del Banco Santander y poseedor de una importante colección privada de olivos centenarios— para que financiase la secuenciación completa del ADN del ejemplar preferido de su colección para “hacerlo inmortal". Botín eligió un ejemplar denominado 'Santander', con una edad científicamente estimada de 1.300 años. El banco financió la investigación, que fue coordinada por Pablo Vargas y realizada  por científicos del Centro de Regulación Genómica (CRG), del Real Jardín Botánico (RJB-CSIC) y del Centro Nacional de Análisis Genómico (CNAG-CRG). El genoma del olivo Santander se publicó en 2013 y los investigadores necesitaron otros tres años para secuenciar, ensamblar y anotar los más de 56.000 genes que componen el genoma de la especie Olea europeae.

#### Especies amenazadas y conservación.
El grupo de investigación de Pablo Vargas estudia tanto la amenaza que suponen las especies invasoras para las floras autóctonas como las estrategias de conservación de especies amenazadas autóctonas. En este sentido dirigió un proyecto multidisciplinar (reproducción, dinámica poblacional, genética) sobre especies amenazadas que proponía un enfoque novedoso: priorizar la protección de especies endémicas y a la vez relictas que estén en peligro de extinción, es decir, fósiles vivientes con riesgo de desaparición. Eso se concretó en el estudio de cinco especies ibéricas relictas que denominaron “linces botánicos”, en referencia al lince ibérico, la especie animal amenazada más representativa de la península ibérica. Finalmente se propuso un concepto nuevo en conservación (ELF, del inglés Endangered Living Fossils) que se puede aplicar a las especies más amenazadas de floras y faunas del mundo que además estén sumamente aisladas desde el punto de vista evolutivo, es decir, que son filogenéticamente singulares.

## Proyectos de divulgación
Pablo Vargas ha participado y ha sido responsable de varios proyectos de divulgación científica realizados conjuntamente por el RJB-CSIC con el Museo Nacional de Ciencias Naturales de Madrid (MNCN-CSIC). Junto al científico del MNCN Rafael Zardoya, editó el libro El Arbol de la vida: sistemática y evolución de los seres vivos, una obra colectiva  que explica las relaciones de parentesco entre todos los seres vivos.  Vargas y Zardoya  coordinaron durante casi seis años a más de medio centenar de científicos (sobre todo de habla hispana) quienes —a partir de los últimos descubrimientos del registro fósil, las técnicas moleculares aplicadas al ADN y la filogenética— actualizaron el árbol evolutivo de todas las especies conocidas de seres vivos. La obra, publicada en español en 2012, fue publicada en inglés por la editorial estadounidense Sinauer en 2014 bajo el título The Tree of Life.
Coincidiendo con las celebraciones del 500 aniversario de la primera vuelta al mundo, Pablo Vargas coordinó y fue el editor de En búsqueda de las especias. Las plantas de la Expedición Magallanes-Elcano (1519-1522), un libro realizado por un equipo de botánicos e historiadores de España, Portugal, Brasil, Argentina, Chile y Filipinas que, con las plantas como hilo conductor, muestra la diversidad vegetal y antropológica de los países por los que pasaron los navegantes, explica la importancia de las especias asiáticas  y analiza las repercusiones históricas de la expedición.  Además de la coordinación del libro, Pablo Vargas es autor de cuatro capítulos, incluyendo un análisis de biodiversidad basado en los escritos de Antonio Pigafetta, el cronista de la expedición.
Pablo Vargas también ha participado en proyectos de divulgación mediante aplicaciones móviles, como POLINIZAPP: Juego de simulación de la polinización, un juego educativo para comprender la importancia de la polinización para la biodiversidad.